# Maryam (Sure)
Maryam (arabisch مريم, DMG Maryam) ist die 19. Sure des Korans, sie enthält 98 Verse. Die Sure ist nach Maria bzw. Maryam benannt, der Mutter Jesu Christi. Ihre Verkündigung fällt in die zweite mekkanische Periode (615–620), mit Ausnahme der Verse 58 und 71.
Nach der einleitenden Basmala und fünf geheimnisvollen Buchstaben lässt sich die Sure in drei Abschnitte unterteilen. Die Verse 2–40 erwähnen Zakarīyā und seinen Sohn Yaḥyā, worauf die Geburt Jesu unter einer Palme geschildert wird. Jesus wird als Sohn Marias (ʿĪsā ibn Maryam) bezeichnet, jedoch ausdrücklich nicht als Sohn Gottes. Der zweite Teil mit den Versen 41–65 schildert Abraham, der sich von seinem götzendienerischen Vater mit dem Wort Salām verabschiedet, bevor er sich endgültig von ihm trennt, sowie weitere Propheten wie Moses, Ismael und Idris. Der Schlussteil ab Vers 66 beantwortet Fragen nach der Auferstehung und warnt vor dem Jüngsten Gericht.